# Wilhelm Maurenbrecher
Karl Peter Wilhelm Maurenbrecher (Bonn, 21 dicembre 1838 – Lipsia, 6 novembre 1892) è stato uno storico tedesco.

## Biografia
Nacque a Bonn e studiò a Berlino e Monaco sotto Leopold von Ranke e Heinrich von Sybel, essendo particolarmente influenzato da quest'ultimo storico. Dopo aver svolto delle attività di ricerca a Simancas in Spagna , successivamente diventò un professore associato e titolare di storia presso l'Università di Dorpat (1867).
Successivamente conseguì la cattedra come professore di storia alle università di Königsberg (1869), Bonn (1877) e Lipsia (1884). Prima di lui vi era Carl von Noorden.
Come storico protestante, Maurenbrecher si sentì obbligato a trattare obiettivamente la storia cattolica. Condivise le opinioni di Ranke per quanto riguarda l'origine comune delle riforme protestanti e cattoliche.
Maurenbrecher descrisse lo studioso olandese Erasmo come pioniere e sostenitore della riforma cattolica.

## Opere
Opere che riguardano la Riforma tra i quali: 
- England im Reformationszeitalter (Düsseldorf, 1866).
- Karl V. und die deutschen Protestanten (Düsseldorf, 1865).
- Studien und Skizzen zur Geschichte der Reformationszeit (Leipzig, 1874).
- Geschichte der Katholischen Reformation (Nördlingen, 1880, incompleto).

Altre opere di Maurenbrecher
- Gründung des deutschen Reiches 1859-1871 (Leipzig, 1892; 1902).
- Geschichte der deutschen Königswahlen (Leipzig, 1889).